# Steuart Bedford
Steuart John Rudolf Bedford, OBE (Londra, 31 luglio 1939 – 15 febbraio 2021), è stato un direttore d'orchestra e pianista britannico, attivo sia in campo operistico che orchestrale.
Era fratello del compositore David Bedford e del cantante Peter Lehmann Bedford e nipote di Liza Lehmann e Herbert Bedford.

## Biografia
Bedford ebbe un forte collegamento con la musica di Benjamin Britten e diresse la prima mondiale di Death in Venice nel 1973. Ha anche diretto altre opere di Britten ed ha realizzato una suite orchestrale di musica tratta da Death in Venice. Tra il 1974 e il 1998 è stato uno dei direttori artistici del Festival di Aldeburgh. Nel 1989 è diventato direttore artistico congiunto con Oliver Knussen. Il suo altro lavoro nell'opera contemporanea ha compreso la direzione della prima mondiale nel 1996 a Monte Carlo di The Picture of Dorian Gray di Lowell Liebermann e anche la prima americana del 1999.

## Incisioni
Bedford ha diretto diverse registrazioni di opere di Britten, inclusa la prima registrazione di Death in Venice (Decca) ed Il giro di vite (Collins Classics, da quando è stato ristampato su Naxos). Ha anche registrato la sua suite Death in Venice e i più importanti cicli di canzoni di Britten.
Bedford fece il suo debutto come direttore d'opera nel febbraio 1964 all'Oxford Playhouse con Albert Herring di Britten.

## Onorificenze
Bedford è stato nominato Ufficiale dell'Ordine dell'Impero Britannico (OBE) nel New Year Honours del 2016, per i servizi alla musica.